# Palthis angustipennis
Palthis angustipennis är en fjärilsart som beskrevs av William Schaus 1916. Palthis angustipennis ingår i släktet Palthis och familjen nattflyn. Inga underarter finns listade i Catalogue of Life.